# Јосиф Астрахански
Митрополит Јосиф (1597, Астрахан - 11. мај 1671, Астрахан) - митрополит астрахански и теречки (1656 – 1671). Убијен од козака Васка Уса. Канонизован као свети мученик.

## Биографија
Рођен је 1597. године у Астрахану. Његови родитељи су се звали Климент и Варвара. Када су у Астрахану избиле невоље, изазване присуством присталица Лажног Дмитрија у граду, Козаци су упали у кућу његових родитеља, од којих је један ударио дечака каменом по глави, од чега му је глава затресла.
Он је 15. децембра 1659. године посвећен из архимандрита Тројичког манастира у архиепископа астраханског, 8. јуна 1667. именован је за митрополита, чиме је постао први астрахански епископ уздигнут у чин митрополита, а додељено му је треће место међу руским јерарсима; 2. јуна исте године извршио је обред литије на магарцу у Москви.
Године 1667. учествовао је на Сабору о случају патријарха Никона.
У јуну 1670. Астрахан је пао под власт побуњеника Степана Разина. У исто време дошло је до великог крвопролића, али је митрополит био поштеђен.
Крајем 1670. Јосиф је добио краљевски проглас упућен лично њему, Астраханцима и Козацима, у којима су била упутства да их митрополит прочита пред свима и позива све да се предају на милост и немилост краља. Јосиф је наредио да се направе најмање три списка и да им се пошаље један од њих, упућен побуњеничким командантима. Одбили су да прихвате писмо. Тада је Јосиф позвао грађане и наредио клирику да чита наглас. Митрополит је гневно осудио грађане, називајући их јеретицима и издајницима, а они су му одговарали увредама и претили му смрћу, али су на крају само одузели писмо. Сутрадан су побуњеници ухватили кључног мајстора Федора и мучили га да би сазнали где се још налазе спискови краљевске повеље, а три листа су одузета од митрополита.
Неколико месеци касније, априла 1671. године, за време Страсне недеље, митрополит је имао сукоб са изгредницима на чаршији. Побуњеници су на Јосифове савете да се покоре краљевској војсци одговорили непристојним језиком. Сутрадан, на Велику суботу, козачки есаули су више пута долазили на митрополитов двор, тражећи издавање царских писама; као одговор, Јосиф је желео да прочита ова писма у саборној цркви, а „свештеници нису послушали та суверена писма и отишли су из цркве у свој круг“. Митрополит је пошао за козацима у пратњи свештенства и наредио да се на тргу прочитају два царска писма, једно „лоповима“, друго „њему“. Сабор је одговорио повицима и претњама против митрополита; као одговор, позвао је грађане да ухвате козаке који су владали градом под командом Василија Уса и стрпају их у затвор. Козаци су узели једно писмо од митрополита, али је он одбио да да оно које је било упућено њему лично, вратио се у храм и тамо сакрио писмо.
Недељу дана после Васкрса, побуњеници су ухватили и мучили митрополитског кључара и друге сараднике, желећи да сазнају где су сакривена писма и њихови спискови. Као резултат тога, наредник је убијен, али није издао писма. Након тога, од митрополита је затражено да потпише документ о верности Разину, што је он одбио.
Козаци су 11. маја прекинули службу коју је водио митрополит и захтевали да дође у њихово коло. Митрополит је обукао пуне одежде, узео крст и појавио се на тргу. На питање побуњеника да ли је тачно да је био у односима са намесницима, одговорио је прекорима да се буне против краља. Козаци су хтели да одмах убију светитеља; један од њих, Мирон, почео је да спутава своје другове од таквог злочина, али је и сам одмах погинуо. Тада су козаци наредили свештеницима који су пратили митрополита да га разоткрију; послушали су; светитељ је задржао потпуно смирење духа. Када су митрополитову светињу скинули и он је остао само у обичној одежди, козаци су га мучили тако што су га протезали преко ватре. Питали су за односе са краљевским заповедницима; Такође су тражили да сазнају где су писма и благо. Митрополит је чврсто поднео муке и ништа није рекао. После мучења, побуњеници су бацили митрополита „преко ивице“  и он је при паду умро. Саосећајни очевици примећују да када је светитељево тело пало, „у то време настао је велика тишина и страх“
Сутрадан је тело митрополита сахрањено, а 10 дана касније сахрањено је у саборном храму.

## Канонизација
Канонизација светитеља обављена је на Помесном Сабору Руске православне Цркве у априлу 1918. године.
Дана 24. маја 1919. године пуцњавом заустављена је литија коју је организовао митрополит Митрофан (Краснопољски) у част прослављања светитеља. Поворку су организатори упутили у Астрахански Кремљ, пошто је Успенски сабор, у коме су почивале мошти светитеља, био део Кремља. У Кремљу се налазио штаб војника Црвене армије, што је дало разлог да се верска поворка сматра провокацијом.  Организатор поворке митрополит Митрофан (Краснопољски) и суфраган епископ Леонтије ухапшени су и стрељани јуна 1919. године. Митрополит Митрофан је канонизован од стране Руске православне цркве 2001. године.
1997. године на Димитријевском гробљу у Волгограду освећен је храм у име Јосифа Астраханског.
Православна црква помиње митрополита Јосифа 24 (11) маја.